# TDC
TDC A/S (Tele-Denmark Communications) бывший телекоммуникационный монополист в Дании. В настоящий момент компания является частной. Крупнейшая компания в Дании в сфере фиксированной / мобильной связи, а также Интернета.
На конец 2004 года, TDC Group имела более 13,4 млн клиентов в Европе, из которых: 3,5 млн абонентов фиксированной связи, 7,1 млн абонентов мобильной связи, 1,8 млн абонентов интернета и около 1 млн абонентов кабельного телевидения.

## История
В течение последних десятилетий TDC превратилась из традиционно датской компании в европейского оператора, предоставляющего все виды телекоммуникационных услуг. Отмена монополизма на датском рынке телекоммуникационных услуг в 1996 году создала большую конкуренцию в этом секторе. В 2004 году датский телекоммуникационный рынок был полностью либерализован. 
TDC был частично приватизирован в 1994 году и полностью приватизирован в 1998 году. 
В конце 2004 года основными акционерами компании были компании из Дании, Великобритании и США.
В 2006 году группа компаний, именовавшаяся Nordic Telephone Company (NTC), предложила выкупить TDC за цену около 9.1 миллиардов евро. Среди них были такие компании как Blackstone, Permira, Apax Partners и KKR. Эти компании выкупили около 88% акций TDC, но не смогли купить более 90% акций, и, таким образом, было невозможно полностью исключить TDC из Copenhagen Stock Exchange. В 2006, с закрытием дочерней компании Easy Group, TDC ушла с рынка Великобритании.
В 2007 швейцарско-немецкая компания Aldi, заявила что запустит виртуального оператора предоплаченной связи с названием Salut!-mobile. Запуск произошёл на сети дочерней компании Sunrise.
В 2010, Nordic Telephone Company (NTC) начала процесс продажи акций TDC на Copenhagen Stock Exchange. От 88 % акций, которые были у компании, осталось менее 60 %

## Бизнес-организация
TDC подразделяется на шесть основных бизнес-единиц:
1. TDC Solutions предоставляет коммуникационные услуги преимущественно в Дании и других скандинавских странах. Включает в себя предоставление фиксированной и мобильной телефонии, широкополосного интернета, конвергентных продуктов (совмещение широкополосного интернета, фиксированной и мобильной телефонии) и других видов услуг.
2. TDC Mobile International для предоставления услуг мобильной связи в Дании и других европейских странах.
3. Sunrise Communications AG — второй по величине телекоммуникационный оператор в Швейцарии. Деятельность компании включает предоставление фиксированной и мобильной связи, а также услуги интернета. Sinrise была основной и крупнейшей дочерней компанией TDC, находящейся за пределами скандинавских стран. Однако 28 октября 2010 года была продана CVC Capital Partners за CHF 3,3 млрд.[3]
4. TDC Cable TV — датский провайдер кабельного телевидения и широкополосного доступа. 1 октября 2007 года поменяла своё название на YouSee A/S.
5. TDC Directories публикует печатную, электронную и интернет-документацию в Дании, Швеции и Финляндии.
6. Others в основном включает TDC Services, которая предоставляет бизнес-сервисы для TDC Group.